# 잠 못 드는 밤
"잠 못 드는 밤"은 2013년에 개봉한 대한민국의 영화이다.

## 캐스팅
- 김수현 : 현수 역
- 김주령 : 주희 역
- 유종연 : 놀이터 남자 역
- 김희연 : 놀이터 여자 역
- 이희성 : 놀이터 아이 역
- 정대용 : 공장 사장 역
- 최현숙 : 주희 친정엄마 역
- 정영헌 : 현수 후배 역